# パーキン (菓子)

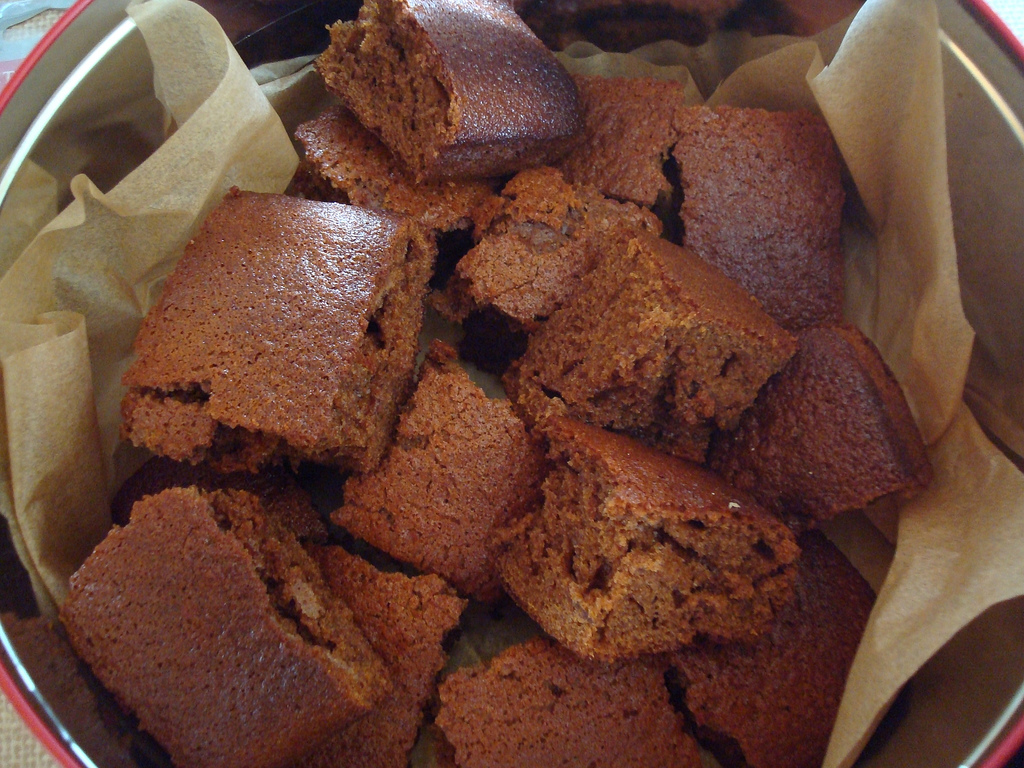
ヨークシャー州のパーキン。

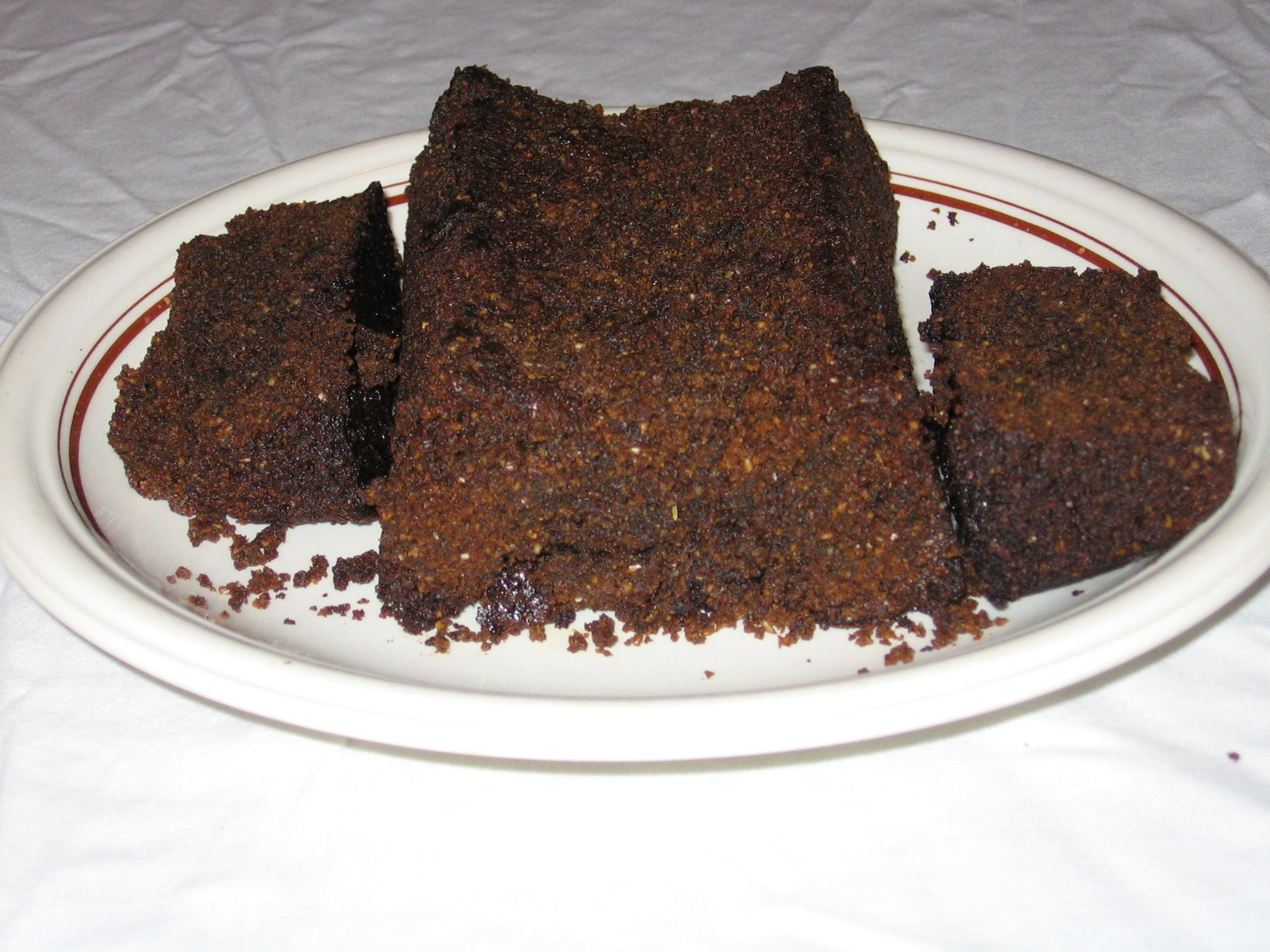
糖蜜やブラウン・シュガーを多く使うと、このようにより黒っぽい濃い色に仕上がる。

パーキン（Parkin または Perkin）は、オートミールと糖蜜を伝統的な材料とした、イングランド北部生まれのケーキである。ヨークシャー、中でもリーズ周辺の名物として知られるが、ランカシャーなど他の地域でもよく見かける。一般にはしっとりとした湿り気のある食感で、ときに粘り気があるほどである。ただし、キングストン・アポン・ハルとイースト・ヨークシャーのパーキンは、普通よりも乾いた焼き上がりで、ビスケットに近い食感である。ガイ・フォークス・ナイトに食べる伝統があるが、その他の日にも一年中楽しまれる。ヨークシャーでは商店で売られていることもあるが、それ以外の地域では各家庭で作るお菓子である。
パーキンの起源は明らかではない。文献上の初出は1828年発行の『Craven Glossary』であるが、もっと以前から存在していたものと推測されている。その特徴であるオートミールと糖蜜は、北部の労働者階級にとって18世紀後半から19世紀前半にかけての産業革命期に特に重要な食品だったことから、その頃にパーキンも生まれたのではないかと考えられる。
英語のパーキンの綴りは“Parkin”と“Perkin”の2通りが見られる。後者はミッドランド訛りである。いずれもイギリス人のファーストネームとしてよく見られる。語源をたどると“Peter”（ピーター）の縮小辞であり、かつては愛称でもあった。

## 作り方
主な材料は、小麦粉、オートミール、黒糖蜜（モラセスまたはトリークル（en）と呼ばれるシロップ）、油脂（伝統的にはラードだが、現代風にはバターかマーガリン）、そしてジンジャー・パウダーである。オートミールや糖蜜を使わないレシピもあるが、それでは一般的なジンジャーブレッドと変わらないことになる。糖蜜と併用または代用する甘味料としてブラウン・シュガー、ほかに卵や牛乳を加えることもある。
パーキンが作られるイングランドの小麦粉は少量の化学的な膨張成分を含んでいるので、特にベーキングパウダーなどは加えなくても問題は無い。ただし、この種の小麦粉が手に入らない場合や、オートミールが多めの配合の時には、ベーキングパウダーか重曹、酒石酸水素カリウムを加える必要がある。
手順は、まず小麦粉やオートミールをふるう。ついで糖蜜やブラウン・シュガーを油脂とともに鍋で溶かして加え、ジンジャー・パウダーなど一切の材料を混ぜ合わせる。できた生地を、バターを塗っておいた焼型に流しいれ、オーブンで焼く。冷ましてから型より取り出す。食べるときには、画像のように四角く切り分けて供することが多い。
パーキンの特色の一つは保存性の高さで、密閉できる缶や箱にしまえば、1-2週間は美味しく食べられる。実際、作ってしばらく寝かせたものの方が通好みである。できたてのパーキンはあまり歓迎されないが、リンゴやグースベリーなどの果物のコンポートに添えて食べることはある。日曜日のデザートに食べた残りを、平日の食卓のおまけにも使えるパーキンの保存性の良さは、労働者階級の生活にぴったりと合うものだった。かつては、パーキン保存専用の木箱まで存在した。

## 参考資料
- 『コンサイスオックスフォード英語辞典（en）』, s.v. parkin
- 北野佐久子 『ハーブ歳時記』（東京堂出版、1990年）